# Ginny Weasley
Ginevra Molly "Ginny" Potter (roj. Weasley) je izmišljen lik iz serije fantazijskih romanov o Harryju Potterju britanske pisateljice J. K. Rowling. Je najmlajša hči Arthurja in Molly Weasley ter žena Harryja Potterja.
Ko je Harry v drugem letniku šolanja na Bradavičarki, Mrlakenstein skozi svoj dnevnik Ginny prevzame do take mere, da tudi sam dobi veliko moči. Z njo razpolaga kot z lutko.  Pred gotovo smrtjo Ginny reši Harry.
Ginny je od njunega prvega srečanja zelo dolgo zagledana v Harryja. V Harryjevem šestem letniku tudi Harry opazi Ginny in skupaj preživita nekaj tednov. Vendar pa se na koncu knjige Harry odloči, da se bo moral sam spoprijeti z Mrlakensteinom, zato mora prekiniti zvezo z Ginny. V sedmi knjigi se z Ginny srečata še nekajkrat in vedno znova si nakazujeta, da sta še vedno zelo zaljubljena. Ko je Mrlakenstein mrtev se tudi pobotata, kasneje se poročita in imata tri otroke: Jamesa Siriusa, Albusa Robausa in Lily Loono, ki gredo kasneje tudi na Bradavičarko.
V filmih o Harryju Potterju jo je upodobila igralka Bonnie Wright.

## Življenjepis

### Zgodnje življenje (1981-1992)
Ginevra Molly Weasley se je rodila 11. avgusta 1981 kot zadnja od sedmih otrok Arthurja in Molly Weasley (roj. Prewett) in prvo dekle rojeno v družino Wasley po dolgem času. Rojena je bila kmalu po koncu prve čarovniške vojne med katero sta bila njena strica Fabian in Gideon Prewett ubita. Ginny je odrasla s svojimi starši in šestimi brati v Jazbini v Devonu; njena soba je bila v tretjem nadstropju in je gledala na sadovnjak in je bila okrašena s posterji. Čeprav je bila večina njenih bratov navdušena nad quidditchom, ona ni smela igrati z njimi, ko je bila otrok. Ginny je bila vedno sramežljiva okoli Harryja, ko je zardela in stekla nazaj v svojo sobo. Veselila se je obiskovanja šole Bradavičarka od takrat, ko je njen starejši brat začel hoditi na to šolo.
1. septembra 1991 je spremljala svojo mamo na železniško postajo King's Cross, da bi gledala brate, kot odidejo na Bradavičarko. Čeprav je bila premlada, da bi obiskovala to šolo, je še vedno prosila mamo, da jo pusti z njimi. Medtem ko se je poslavljala od bratov je izvedela, da je bil Harry Potter na vlaku in je poskušala prepričati mamo, da jo spusti na vlak, da bi ga videla. Gospa Weasley ji ni dovolila in dodala, da Harry ni žival v živalskem vrtu. Ko je vlak odpeljal, je začela jokati, čeprav so ji bratje obljubili, da ji bodo iz Bradavičarke poslali veliko sov in straniščnih desk. Ko se je junija 1992 vlak vrnil na King's Cross je Ginny skupaj z mamo pozdravila brate in je pokazala mami na Harryja, ko je prišel skozi pregrado med platformo devet in deset.

### Leta na Bradavičarki (1992-1998)

#### Prvo leto
Čez poletje je Ginny razvila čustva do Harryja in govorila o njem celo poletje. Ko so Ron, Fred in George rešili Harryja od Dursleyevih, je Ginny postala precej sramežljiva v njegovi prisotnosti. Ginny je z družino odšla na Prečno ulico, da bi kupila svoje šolske potrebščine in njena navdušenost nad Bradavičarko je skalilo dejstvo, da se bo morala zaradi finančnega stanja Weasleyevih zadovoljiti z rabljenimi izdelki, vključno s svojimi oblekami in knjigami. V knjigarni je Harryja branila pred Dracom Malfoyem, ko ga je žalil. Med tem je Dracovemu očetu uspelo, da ji neopazno da dnevnik Marka Neelstina.
Ginny je 1. septembra 1992 začela hoditi na Bradavičarko in je bil razvrščen v Gryfondom tako kot vsi Weasleyi pred njo. Med svojimi stvarmi je odkrila dnevnik Marka Neelstina in začela pisati v njega. Z zaupanjem dnevniku svoje najgloblje strahove in skrivnosti je Ginny postala bolj ranljiv spominu Marka Neelstina, ki se je začel vlivati malo lastne duše nazaj v njo in počasi začel vplivati nanjo. Do 31. oktobra je bil spomin Marka Neelsina sposoben prevzeti popoln nadzor nad Ginny in jo uporabljal za odpiranje dvorane skrivnosti in s tem spustitev baziliska, ki nato okameni gospo Norris, mačko Argus Filcha. Odprla je dvorano smrti še dvakrat, zaradi česar sta okamenela Colin Creevey in Justin Finch-Fletchley. Skupaj z brati je ostala na Bradavičarki čez Božič, namesto da bi skupaj s starši obiskala brata Billa v Egiptu. Postala je sumljiva glede dnevnika in zato se ga je znebila v stranišču Javkajoče Jane, ki ga je kasneje našel Harry. Bala se je, da bi Harry zvedel njene skrivnosti in da je morda odgovorna za napade in zato je iz Harryjeve sobe ukradla dnevnik. Spomin Marka Neelstina jo je ponovno premagal in znova je odprla dvorano. Tokrat sta Hermiona Granger in Penelopa Bistropa okameneli.
Ginny je poskušala povedati Ronu in Harryju kaj se je dogajalo, vendar jo je prekinil Percy. Slednji jo je prekinil zato, ker je mislil, da bo izdala njegovo skrivnost. Spomin Marka jo je prisilil, da je na zid napisala poslovilo in nato vstopiti v dvorano skrivnosti, da umre. V dnevnik je vlila preveč svojega življenja in zato se ni mogla braniti pred nadzorom Marka. Ko je Mark postajal močnejši, je Ginny obledela in šla v nezavestno stanje. Ginny se je zbudila v Dvorani in našla Harryja, ki jo je rešil in uničil dnevnik Marka Neelstina. Kasneje so Ginny, Harry, profesor Sharmer in Ron so se pomočjo ravnateljevega feniksa prišli v kabinet profesorice McHudurre. Profesorju Dumbledorju je Ginny razkrila, kar se je zgodilo in profesor ji je zagotovil, da jo nič ne krivi in da ne bo izključena, saj je Merlakenstein pretental že mnoge starejše in bolj izkušene čarovnike. Na koncu šolskega leta se je peljala z vlakom nazaj na King's Cross z brati, Hermiono, kjer je povedala Percyjevo skrivnost in sicer, da ima punco, ki je bila Penelopa Bistropa.

#### Drugo leto
Poleti 1993 je Ginny z ostalo družino odpotovala v Egipt na obisk k bratu Billu po tem, ko je njen oče osvojil 7000 guldov v letnem žrebanju Preroških novic. Obiskala je veliko grobnic, vendar ji njena mama ni dovolila v zadnjo grobnico.
Ginny in njena družina je ostala v Počenem kotlu na večer pred odhodom na Bradavičarko, kjer je znova srečala Harryja. Bilo ji je še bolj nerodno pred njim kot običajno. Na vlaku za Bradavičarko se je Ginny ločila of svojih bratov, dokler se vlak ni ustavil zaradi morakvarjev. V temi je našla pot do vagona, kjer so bili Harry, Hermiona, Ron in profesor Wulf. Ko so prišli morakvarji v njihov vagon, je to najbolj vplivalo Ginny zaradi njene lansko letne grozne izkušnje z dnevnikom Marka Neelstina. Postala je zelo bleda in začela se je tresti kot nora, ščasoma je ihtela in tolažena s strani Hermione. Kasneje v letu, ko je Harry med nevihto padel z leteče metle na quidditch tekmi, ga je Ginny obiskala v bolnišnici.

#### Tretje leto
Poleti 1994 je Ginny preživela veliko časa s Hermiono Granger, ki je bivala v Jazbini pred in po svetovnim prvenstvom v Quidditchu. Delili sta si Ginnyjino sobo in šotor na svetovnem prvenstvu ter strdili svoje rastoče prijateljstvo. 25. avgusta se je skupaj z večino družine udeležila finala svetovnega prvenstva v Quidditchu in je bila pretresena nad pojavom jedcev smrti po irski zmagi.
Ginny se je vrnila na Bradavičarko, ki je tistega leta gostila Trišolski turnir in je navijala za Harryja, nepričakovanega četrtega prvaka. Bila je edina, ki ji je Hermiona zaupala, da jo je Zmagoslav Levy, Durmstrangski prvak, prosil, da bi z njim šla na božični ples. Ker je bila v tretjem letniku, Ginny ni bilo dovoljeno, da se udeleži plesa, razen če je ne bi vprašal starejši učenec. Neville Velerit jo je vprašal, da bi šla z njim, in Ginny je sprejela povabilo, saj je bila njegova prijateljica.
Vendar je še vedno gojila čustva do Harryja in je bila nezadovoljna, ko je slišal, da je vprašal Cho Chang na ples. Bila je še bolj potrta, ko je Ron je predlagal, da jo Harry popelje na ples, ker ni imel zmenka. Na božičnem plesu je spoznala Michaela Cornerja in z njim je začela hoditi ob koncu leta.

#### Četrto leto
Z razodetjem, da se je Mrlakenstein vrnil poleti leta 1995, so Ginnyjini starši postali aktivni člani rekonstuiranega reda Feniks. Kot rezultat se je čez poletje družina preselila na sedež reda Feniksa in sicer na Trochnmrkow trg 12. Zaradi svoje starosti Ginny ni bilo dovoljeno na sejah Reda in ko je Sirius vztrajal, da se Harry pridruži seji, je njo gospa Weasley edino izgnala iz zasedanja. Vendar ji je Hermiona, ki ji je bilo dovoljeno poslušati sejo, vseeno povedala vse. Ginny se je z brati septembra 1995 vrnila na Bradavičarko. Med vožnjo z Ekspresnim vlakom je Ginny Harryju in Nevillu predstavila Loono Liupko, pripadnico Drznvraana iz njenega leta. 
S prihodom nove učiteljice za obrambo pred mračnimi silami Kalavaro Temyno in zaradi njenega predmeta na osnovi teorije so se Harry, Ron in Hermiona odločili, da ustanovijo skupino za poučevanje praktičnih obrambnih urokov. Ginny se je pridružila skupini in prinesla svojega fanta Michaela s sabo ter številnih drugih Drznvraanovcev. Med prvimi uradnimi sestanki je prišla na plan z imenom skupine - Dumbledorjeva armada. Proti koncu leta 1995 je Kalavara Temyna dala Harryju, Fredu in Georgu doživljenjsko prepoved igranja Quidditcha zaradi napada na Draca Malfoya po njihovi tekmi proti Spolzgadu. Ginny se je preizkusila za ekipo in postala novi iskalec. 
Ravno pred božičem je kača Nagini napadla njenega očeta. Skupaj z brati in Harryjem je bila takoj poslana na Trochnmrkow trg 12. Ginny je preživela božič na Trochnmrkowem trgu 12 in je obiskala očeta na božični dan. Med obiskom so skupaj z Ronom in Hermiono ugotovili resnico o starših Nevilla Velerita. Ko se po božiču vrnejo na Bradavičarko, je Ginny zaigrala svojo prvo tekmo za Gryfondomsko quiddtich ekipo. Čeprav so izgubili proti Pihpuffu, je Ginny ujela zlati zviz. Maja je igrala drugo tekmo in tokrat so proti Drznvraanu zmagali. Uspelo ji je ujeti zlati zvit ter s tem tudi quidditch pokal za Gryfondom. Po tekmi se je razšla s svojim fantom Michaelom. Ker je imel Harry vizijo, da so Siriusa mučili na Sekretariatu za skrivnosti, se je skupaj s petimi člani DA (Ronom, Hermiono, Nevillom, Loono in Ginny) odpravil v London na Sekretariat za skrivnosti, kjer so jih obdali Jedci smrti, ki jih je vodil Lucius Malfoy. Tam so se spopadli z Jedci smrti in kmalu so se jim pridružili še člani Reda ter Mrlakenstein. Na vlaku nazaj domov je Ginny povedala, da je zapustila Michaela, ki je bil nejevoljen zaradi zmage Gryfonodoma nad Drznvraanom v Quidditchu in da je slednji začel hoditi s Cho Chang in razkrila, da je njen novi fant Dean Thomas.

#### Peto leto
Ginny je poletje 1996 preživela v Jazbini z Harryjem, Ronom, Hermiono in drugimi Weasleyi. Tam je morala preživljati čas s Fleur Delacour, novo zaročenko njenega brata Billa, katero je klicala "nosljajoča flenča" in jo močno ni marala. Med izletom v novo trgovino Fred and Georga je kupila svojo prvo žival, malega puhca Arnolda. Na vlaku za Bradavičarko jo je Hudlagod Limax sprejel v svoj klub, Hud klub, ker je pred njim uročila Zachariasa Smitha. Ko se je začel semester, je šla preizkušnjo za članico gryfondomske quidditch ekipe, v kateri je bil Harry kapetan. Takoj je postala zasledovalka. Med prvo quidditch tekmo sezone proti Spolzgadu je Ginny zadela več golov in s tem pomagala svoji ekipi k zmagi. Po zmagi se je odnos med Ronom in Ginny poslabšal. Ginny je preživljala Božič v Jazbini s svojo družino in Harryjem in ko se je Ginny vrnila na Bradavičarko, je bila bolj nenavdušena glede srečanja s Deanom. Ko je bil Ron ponesreči zastrupljen, ga je Ginny obiskala v bolnišnici, kjer sta si na videz oprostila.
Ginny je igrala v naslednji quidditch tekmi proti Pihpuffu, v kateri je moral Rona, ki je bil Ron priklenjen na posteljo, zamenjati Cormac McWossell. Med tekmo je McWossell vzel tolkačev kij in vrgel štamf direktno v Harryja. Harry je padel v nezavest in utrpel zlom lobanje. Dean, ki je igral kot rezervni zasledovalec namesto Katie Ball, se je smejal glede incidenta, kar je vodilo v prepir med njim in Ginny. Ginny je nato obiskala Harryja v bolnišnici. Aprila sta se in Dean in Ginny razšla zaradi ponovnega prepira. Zagovarjala je tudi Harryja, ki je zaradi kletvi Sectumsempra proti Dracu Malfoyu, dobil pripor zaradi katerega je zamudil zadnji quidditch tekmo tistega leta. S Harryjevim priporom je Ginny postala iskalka gryfondomske ekipe v zadnji tekmi proti Drznvraanu. Gryondom je zmagal in osvojil quidditch pokal in med praznovanjem sta se Ginny in Harry spontano poljubila ter tako začela na Ginnyjino in Harryjevo veselje hoditi.
30. junija je Draco Malfoy v šolo spustil Jedce smrti, medtem ko sta Harry in Dumbledore iskala enega izmed Mrlakensteinovih skrivžnov. Harry, ki je sumil o tem, je naročil Ronu in Hermioni, naj bosta pazljiva in jima dal napoj Blagis Blagodarius. Ginny se je skupaj z Nevillom in Dumbledorjevo armado bojevala proti Jedcem smrti. Nobeden ni bil poškodovan zaradi napoja. Med njihovim bojem se jim je pridružil Remus Wulf in ostali člani Feniksovega reda, ki so patruljirali na šoli pod Dumbledorjevimi naročili. Po koncu bojev je bila Ginny šokirana, ko je izvedela o napadu Fenrira Siwodlacka na njegovega brata Billa. Bila je sposobna voditi Harryja proč od Dumbledorejevega telesa in do bolnišničnega krila, kjer je Harry povedal, da je Dumbledorja ubil Robaus Raws. Zdelo se je, da je sprejela odnos med Billom in Fleur po priča ljubezen med njima v bolnišničnem krilu. Ginny je vseeno odpisala malo maturo kljub tragediji, ki se je zgodila na šoli, in se je udeležila Dumbledorjevega pogreba. Potem ko je bil nekdanji ravnatelj položen k počiteku, se je Harry razšel z Ginny, ker se je bal, da če bi Mrlakenstein vedel, kaj je mislil o njej, bi ona postala tarča in ni mogel zavestno ogrožati njenega življenja. Kljub vednosti o tveganju z romanci s Harryjem, je sprejela njegovo odločitev.

#### Šesto leto
Po Dumbledorjervi smrti je Fenksov red šel po Harryja, da bi ga spravili iz doma Dursleyjevih v Jazbino. Medtem ko je večina njenih družinskih članov odšla pomagati operaciji, v kar se je kasneje razvila bitka, je Ginny ostala doma z mamo. Harry ji je nekaj dni kasneje izdal, da bodo on, Ron in Hermiona šli z namenom ustaviti Mrlakensteina. Na Harryjev sedemnajsti rojstni dan mu je Ginny zaupala, da ne ve kaj bi mu dala, vendar ga je poljubila v želji, da bi si jo zapomnil po nečem. 1. avgusta je skupaj s Gabrielle Delacour služila kot družica na Billovi in Fleurini poroki. Ko se je slovesnost začela, je nosila zlato obleko. Med sprejemom je plesala z Loono Luipko, Leejem Jordanom in drugimi. Med slovesnostjo je varuh Kralleka Kehometa goste posvaril, da je ministrstvo padlo in da prihajajo Jedci smrti. Ginny se je bojevala proti Jedcem smrti. Weasleyevi so bili spraševani, vendar nobeden ni bil oškodovan.
Kot del novega režima ministrstva je bila udeležba Bradavičarke obvezna in vsi bunkeljni so bili pozvani na zaslišanje. V šoli se je Ginny združila z Nevillom Veleritom in Loono Liupko, da bi ponovno zagnali D.A. in kljubovali Rawsovem režimu. Odkrito so kljubovali organu in se ponoči izmuznili ven in so slikali grafite na stenah hodnikov. Ob neki priložnosti, so poskušali ukrasti moč Godrica Gryfondoma iz Rawsovega kabineta, vendar so bili ujeti in kaznovani. Kaznovali so jo npr. s tem, da je morala iti v prepovedani gozd, in so ji prepovedali izlete v Meryascoveeno. Ko so Loono ugrabili Jedci smrti med božičnimi prazniki, sta samo še Ginny in Neville vodila D.A. Med velikonočnimi prazniki je bila Ginny v Jazbini, ko so bili Weasleyevi prisiljeni iti v skrivanje pri tetki Muriel, ko so Jedci smrti ugotovili, da Ron spremlja Harryja in Hermiono. 
1. maja so se Harry, Hermiona in Ron vrnili na Bradavičarko, kjer se je odvila bitka. Ginny je sodelovala v bitki za Bradavičarko, čeprav sta ji starša prepovedala. Ob koncu bitke se je s pomočjo Loone in Hermione spopadla s Krisotillyo L'ohol. Ko je Ginny zgrešila kletev smrti za nekaj centimetrov, je njena mati šla v boj z L'oholovo in ubila čarovnico, ki je grozila njeni hčerki in zasmehovala smrt njenega sina. Ginny je bila priča končnega poraza Mrlakensteina in se je po zmagovalnim praznovanjem v Veliki dvorani sedela zraven mame z glavo na njeni rami.

### Življenje po Bradavičarki (1998-2017)
Po drugi čarovniški vojni sta Ginny in Harry obnovila svoje razmerje. Ginny je postala profesionalna quidditch igralka pri Holyhead Harpies (njeno naj quiddicth (edina britanska ekipa v kateri so igrale samo ženske) za več let in se je poročila s Harryjem. Kasneje se je upokojila in si ustvarila družino s Harryjem. S Harryjem imata tri otroke: James Sirius, Albus Robaus in Lily Loona. Postala je tudi novinarka quidditcha pri Preroških novicah. 
V svoji vlogi Quidditch dopisnice se je Ginny leta 2014 udeležila svetovnega pokala v quidditchu v Patagonski puščavi. Medtem je tam napisala več člankov za Preroške novice in uporabljala svoje poročeno ime, Ginny Potter. Njena družina se ji je julija pridružila pri gledanju finala in Ginny zajela izid tekme Brazilija proti Bolgarija v živo skupaj z Rito Brentsell. Rita je medtem, ko je bila v novinarskem prostoru, večkrat naredila popravke Ginnyjinih poročil, dokler je kmalu proti koncu tekme Rita pripomnila, da je bil njen mož Harry Potter "javnosti lačen" - ravno, ko se ji je Ginny približevala. Rita je postala "neodgovorno bolna", kar nekateri imenujejo "uročena do solarnega pleksusa".
1. septembra 2017 sta Harry in Ginny pospremila svoja otroka Jamesa in Albusa na Ekspresni vlak za Bradavičarko, kjer je Albus začel svoje prvo leto na Bradavičarski akademiji za čarovnike in čarovnice.

## Podrobnosti o Ginny "Weasley" Potter

### Družina in sorodniki
- Mati: Molly (Prewett) Weasley (* 30. oktober 1949)
- Oče: Arthur Weasley (* 6. februar 1950)
- Bratje: Bill, Charlie, Fred, George, Ron in Percy
- Stari starši: G. in ga. Prewett, Septimus in Cedrella Weasley (mrtvi)
- Ostali sorodniki: Fleur Weasley (svakinja), Angelina Weasley (svakinja), Audrey Weasley (svakinja), Hermiona Weasley Granger (svakinja), Gideon in Fabian Prewett (strica), Billius (stric) Muriel (prateta)
- Ljubljenček: mali puhec Arnold
- Romantična razmerja: Michael Corner (1994-96), Dean Thomas (1996-97), Harry Potter (1997; kasneje poročena)

### Izobrazba
- Šola: Bradavičarska akademija za čarovnike in čarovnice (1992-1998)
- Šolski dom: Gryfondom
- Quidditch: iskalka gryfondomovske ekipe (v četrtem in petem letniku (ko je bil Harry kaznovan, med zaključno tekmo, ker je na Drecu Malfoyu uporabil Sectumsempro)), zasledovalka gryfondomovske ekipe
- Ostalo: poimenovateljica Dumbledorjeve armade

### Poklic
V 2000. je postala zasledovalka v quidditch ekipi Holyhead Harpies, višja novinarka quidditcha na Preroških novicah.

### Palica
Les in jedro, je iz samorogove dlake. Palica je narejena iz tisovine in dolga 36 cm oz. 14 inch. Palico je naredil Ollivander in kupljena je bila leta 1992.           

### Ostalo
- Varuh: konj, ker je skrbna, energična in ima močno voljo
- Vodstvene sposobnosti: Pri komaj šestnajstih je Ginny že uspešno sovodila Dumbledorjevo armado skupaj z Loono Liupko in Nevillom Veleritom.